# Mathias Drexler
Mathias Drexler (* 1790 in Neukirchen, Landkreis Altötting in Bayern; † 23. März 1850 in Kaisersteinbruch in Westungarn, heute Burgenland) war ein deutsch-österreichischer Steinmetzmeister und Bildhauer des Historismus.

## Leben
Der aus Bayern zugewanderte Steinmetzmeister Mathias Drexler, der Vater Georg, war Wirt und Bürger von  Neukirchen, und die Mutter Gertrude, 29 Jahre alt, heiratete am 19. April 1820 in der Kaisersteinbrucher Kirche die Witwe Theresia Stockmayerin, nach Steinmetzmeister Johann Stockmayer. Dieser war 1818 verstorben. Fünf Jahre zuvor hatte Stockmayer die 26-jährige Jungfer Theresia Gehmacher, Tochter des hiesigen Steinmetzmeisters Michael Gehmacher und der Christina Winklerin geheiratet. Zeugen waren der herrschaftliche Revierjäger Georg Ziegel und Steinmetzmeister Michael Stockmayer.

### Steuerliste 1822/1823
In der Steuerliste 1822/23 war Mathias Drexler mit einem Haus, darin Inwohner, mit Bediensteten und zwei Kühen eingetragen.

## Neue „Franciscus“–Glocke für die Kirche
Am 26. Juli 1814 entstand eine Feuersbrunst, die Kirche wurde davon erfasst, die „St. Maria“-Glocke von 1726 fiel vom Turm und zerbrach. Das Steinmetzhandwerk beschloss, diese Glocke auf eigene Kosten machen zu lassen. Sie beauftragten in Ödenburg die Glockengießerei Zettenhofer, und bezahlten dafür 403 fl. 37 kr. Die Einweihung erfolgte am 8. November 1825 durch Abt Franz Xaver Seidemann als Grundherr, auf den Namen „Franciscus Xaverus“ und daher „Franciscus“-Glocke.

## Freisprechbuch der Steinmetzen und Maurer in Kaisersteinbruch, ab 1807 Steinbruch
In diesem Kaisersteinbrucher Freysprechbuch wird dokumentiert, dass Sommerein, Mannersdorf, Hof und Au von 1649–1801 im Kaisersteinbrucher Handwerk der Steinmetzen und Maurer incorporiert waren, Maria Loretto auch weiterhin. Mathias Drexler wurde Lehrmeister für das Steinmetzhandwerk, zu Beginn übernahm er Lehrlinge vom verstorbenen Meister Johann Stockmayer:

„Hat Herr Meister Mathias Drexler, Steinmetzmeister, seinen vom gottseligen Meister Johann Stockmayer überkommenen Lehrjungen Joseph Gehberger nach seinen richtig vollendeten 5 Lehrjahren bei offener Lade zu einem Steinmetzen freigesprochen und wurden daher die gebetenen Bürgen ihrer Bürgschaft entledigt, erlegt seine Gebühr in die Lade mit 4 fl.“

Bis 1801 war „Kaisersteinbruch“ die offizielle Bezeichnung, bis 1804 „Heiligenkreuzer Steinbruch“, danach (bis 1824 in dieser Schrift) „Steinbruch“.

„Hat Herr Mathias Drexler, Steinmetzmeister allhier, seinen vom gottseligen Meister Johann Stockmayer überkommenen Lehrjungen Franz Frank nach richtig erstreckten 5 Lehrjahren vor offener Lade zu einem Steinmetz freigesprochen.
Die Bürgen waren Martin Markowitsch und Franz Edelmann, beide Steinmetzgesellen, wurden ihrer Bürgschaft völlig entledigt, 
erlegt seine Gebühr in die Lade mit 5 fl 30 x Gulden“

## Lehrherr in der Wiener Haupthütte
Mathias Drexler war auch Meister des Wiener Steinmetzhandwerkes, im Bruderschaftsbuch der Haupthütte ist er zweimal als Lehrherr dokumentiert.
Am 30. August 1827 ist Franz Frankl von Braunau Bruder geworden und hat zu Kaisersteinbruch bei Meister Mathias Drexler gelernet.
Am 10. August 1839 ist Karl Kraus von Kaisersteinbruch Bruder geworden und hat zu Kaisersteinbruch bei Meister Mathias Drexler gelernet.

### Amt des Geschworenen
Dem Richter im Steinbruch wurden Gerichtsgeschworene beigestellt. In dieser Funktion war Drexler häufig Trauzeuge, 1820 für den Steinmetz Jacob Koresch, 1824 für den Schreinermeister Georg Moser, 1827 für den Steinmetz Rochus Weidbacher, 1830 für Steinmetzmeister Johann Amelin, 1832 für den Steinmetz Anton Arnt, 1846 für den Müller Jacob Hofer.

## Tod
Drexler starb am 23. März 1850 im Alter von 60 Jahren an Schlagfluss. Die Witwe Theresia verheiratete sich nicht mehr, sie starb am 5. April 1865 mit 77 Jahren an Lungenödem.

## Grundbuch 1851

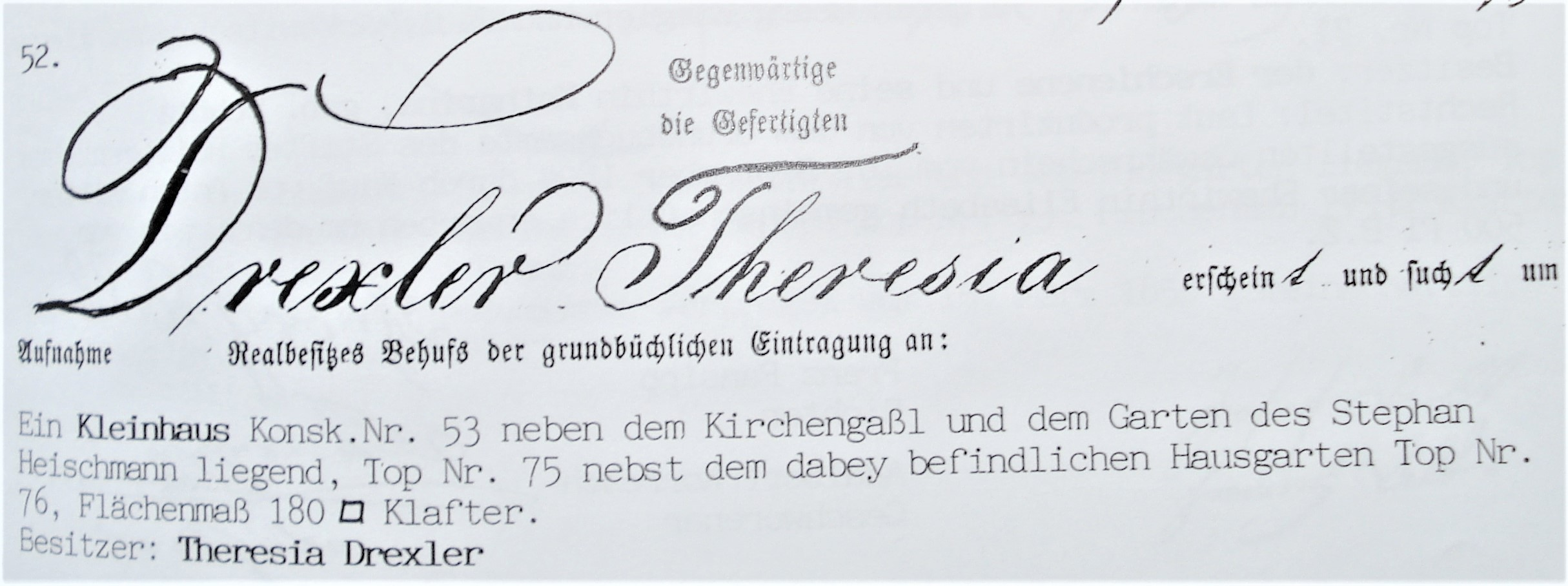
Grundbuch Kaisersteinbruch 1851 für Theresia Drexler, Namenszug vom Originaldokument

Die Gefertigte Theresia Drexler erscheint am 24. Oktober 1851 und sucht um grundbücherliche Eintragung an, für:
Ein Kleinhaus Konsk.Nr. 53 neben dem Kirchengaßl und dem Garten des Stephan Heischmann liegend, Top Nr. 75 nebst dem dabei befindlichen Hausgarten Top. Nr. 76, Flächenmaß 180 Quadratklafter.
Rechtstitel: Nach Ableben ihres Ehegatten Mathias Drexler laut Inventur vom 21. Juli 1850 um den inventarischen Schätzungswert von 1.000 CMz. erblich erworben. Weiters
Ein Kleinhaus Konsk.Nr. 54 neben dem Kirchengaßl und dem Gemeindehaus liegend, Top Nr. 77, ohne Hausgrund.
Rechtstitel: .. um den Schätzungswert von 600 CMz. erblich erworben.

## Nachkommen
Tochter Carolina heiratete 1850 den Steinmetzmeister Franz Nunkowitsch. Tochter Barbara heiratete 1852 den Bäckermeister Ferdinand Riess. Sohn Franz starb 1855  mit 25 Jahren an Lungen- und Luftröhrenschwindsucht. Sein Name stand 1852 gemäß Franz Joseph I. Vorschrift für die Rekruten-Ausbildung auf der Rekrutierungsliste. Die Herrn Pfarrer wurden ersucht, nach ihren Pfarr-Matrikeln die Namensverzeichnisse vorzubereiten.

## Archivalien
- Stift Heiligenkreuz Archiv: Kirchenbücher, Register.